# Kepler-442b
Kepler-442 b este o exoplanetă posibil super-locuibilă care orbitează în jurul stelei Kepler-442. A fost descoperită în 2015 cu telescopul spațial Kepler și se află la aproximativ 1.120 de ani-lumină depărtare de Pământ. Planeta Kepler-442b face o rotație completă în jurul stelei sale în 112 zile, este cu aproximativ o treime mai mare decât Pământul și are o probabilitate de 60 % să fie o planetă telurică.

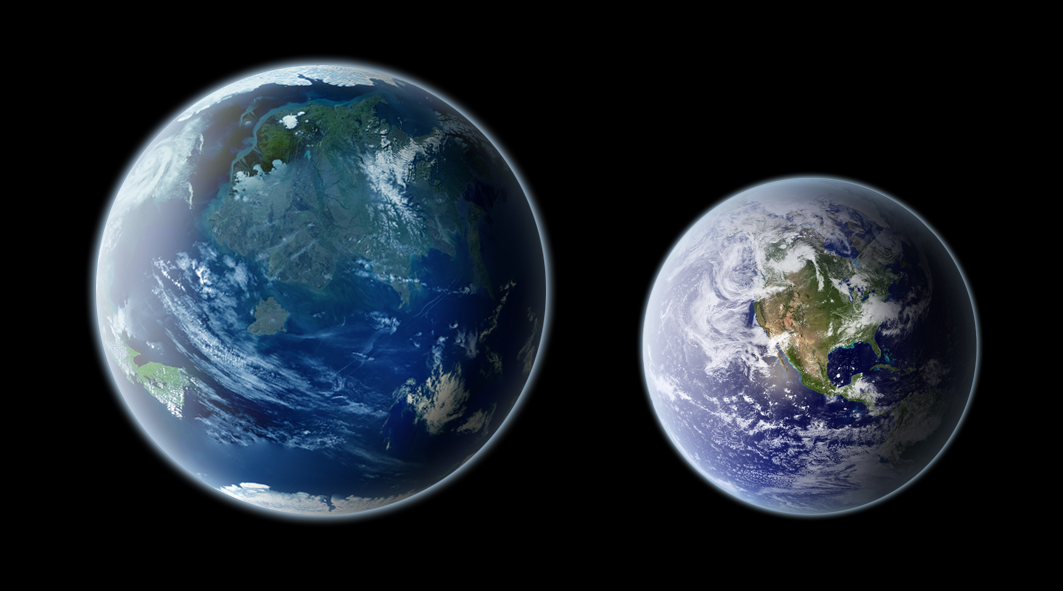
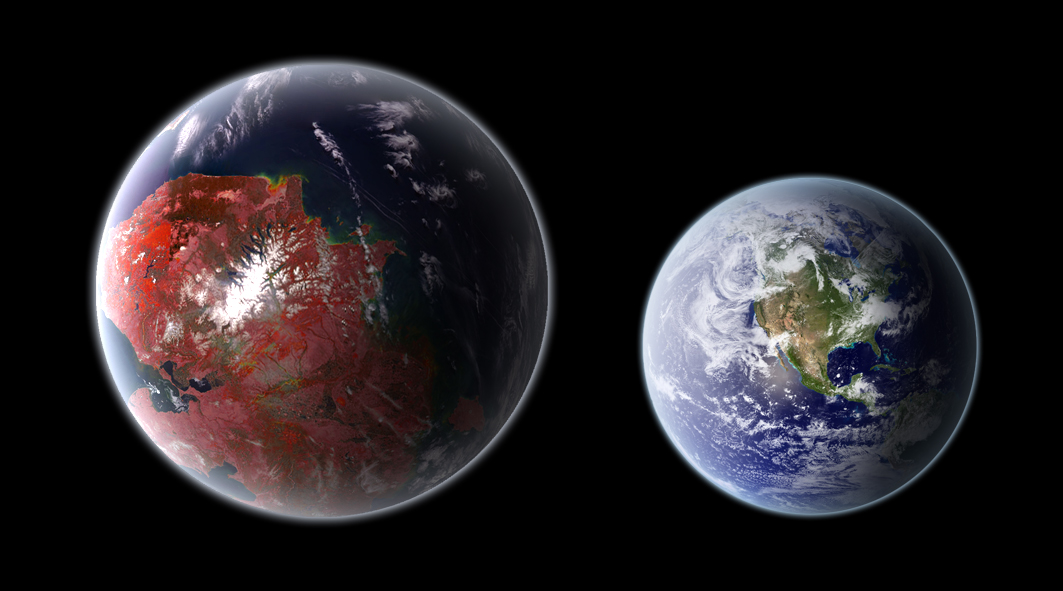
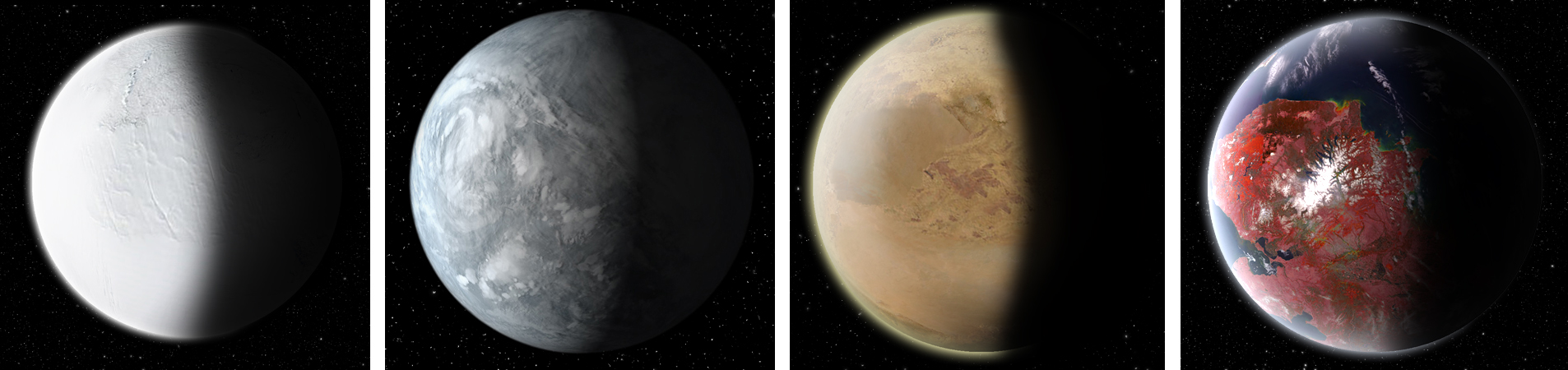
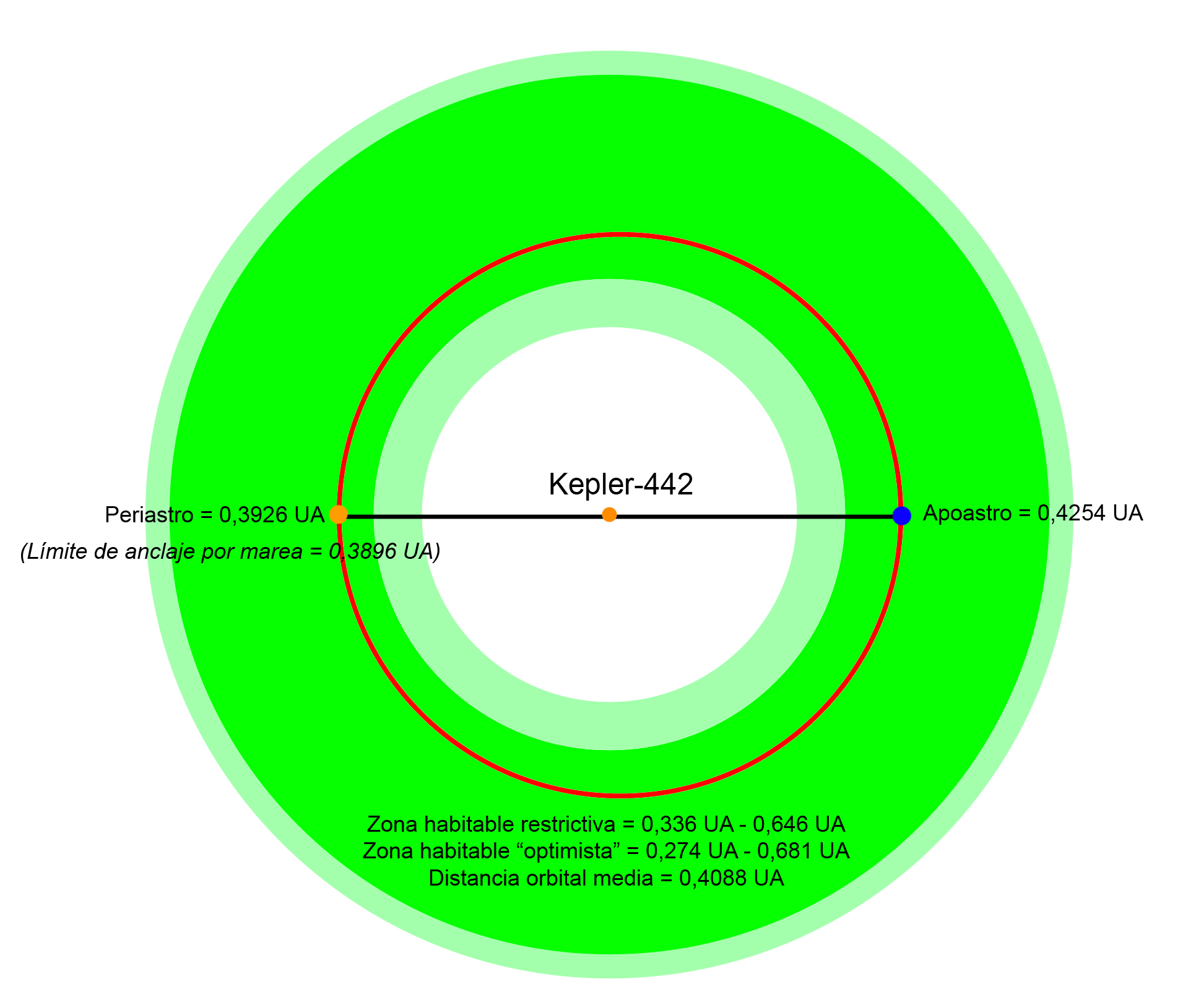
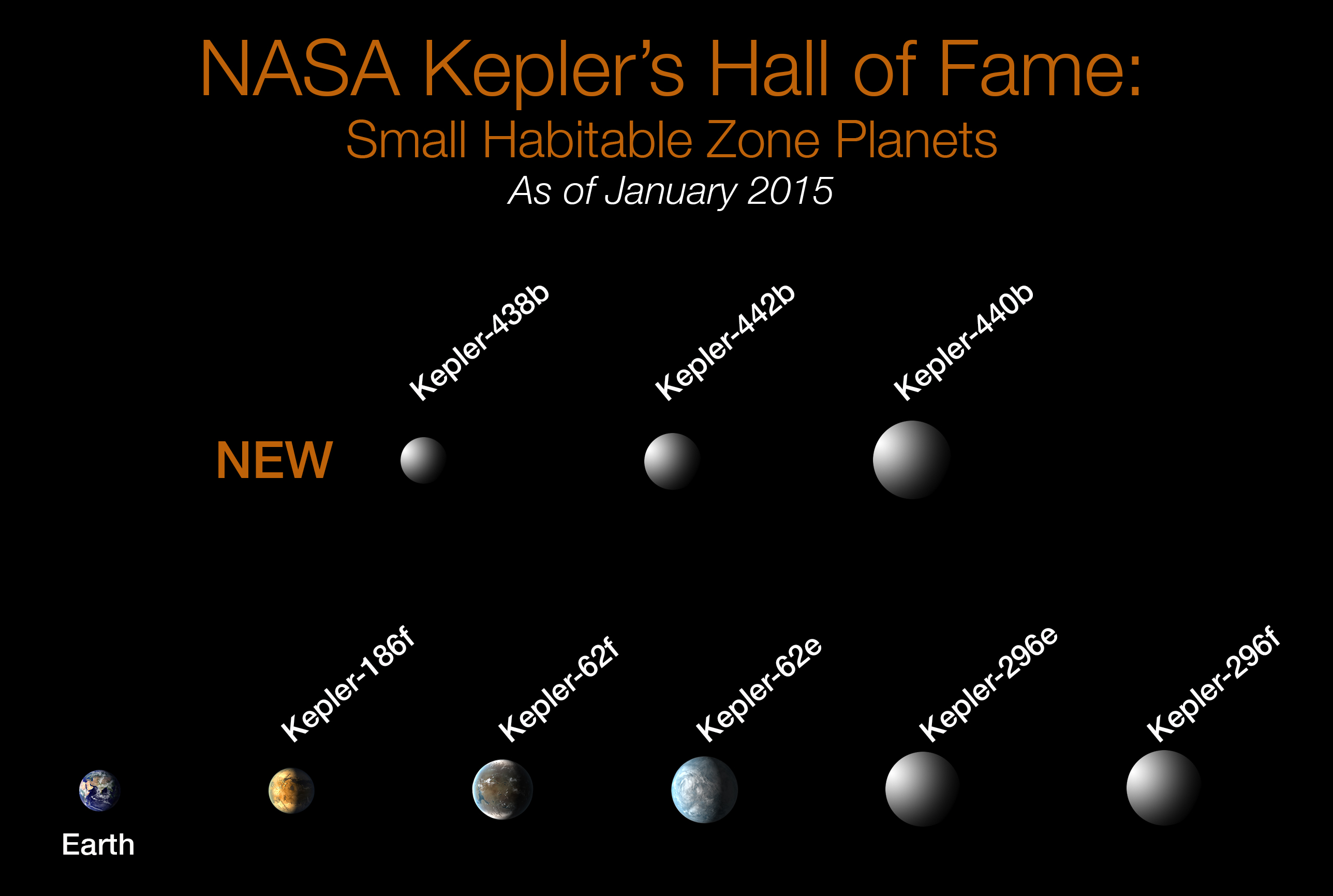

## Caracteristici
Kepler-442b este o exoplanetă, probabil telurică, care orbitează în zona locuibilă a stelei Kepler 422, stea de tipul spectral K, situată la aproximativ 1.120 de ani-lumină de Pământ, în constelația Lirei. Descoperită prin metoda tranzitării, are un volum comparabil cu cel al Pământului, cu o rază de 1,34 ori mai mare. Fiind situată în zona locuibilă, este posibil să prezinte apă lichidă la suprafață. În plus, a fost descrisă ca una din exoplanetele cele mai asemănătoare cu Pământul, și poate chiar să fie o candidată la statutul de planetă super-locuibilă.